# Fabien Rohrer
Fabien Rohrer (ur. 1 września 1975 w Bernie) – szwajcarski snowboardzista, mistrz świata.

## Kariera
W zawodach Pucharu Świata zadebiutował 16 lutego 1997 roku w Kanbayashi, zajmując piąte miejsce w halfpipe’ie. Tym samym już w swoim debiucie wywalczył pierwsze pucharowe punkty. Nigdy nie stanął na podium zawodów tego cyklu. Najlepsze wyniki osiągnął w sezonie 1996/1997, kiedy to zajął 105. miejsce w klasyfikacji generalnej.
Jego największym sukcesem jest złoty medal w halfpipe’ie wywalczony na mistrzostwach świata w San Candido w 1997 roku. Pokonał tam Markusa Hurme z Finlandii i Rogera Hjelmstadstuena z Norwegii. Był to jego jedyny medal wywalczony na międzynarodowej imprezie tej rangi. Zajął też 19. miejsce w tej konkurencji podczas mistrzostw świata w Madonna di Campiglio w 2001 roku. Brał również udział w igrzyskach olimpijskich w Nagano w 1998 roku, gdzie w halfpipe’ie był czwarty. Walkę o brązowy medal przegrał tam z Rossem Powersem z USA.
W 2001 r. zakończył karierę.

## Osiągnięcia

### Igrzyska olimpijskie
| Miejsce | Dzień     | Rok  | Miejscowość | Konkurencja | Zwycięzca   |
| ------- | --------- | ---- | ----------- | ----------- | ----------- |
| 4.      | 12 lutego | 1998 | Nagano      | Halfpipe    | Gian Simmen |

### Mistrzostwa świata
| Miejsce | Dzień       | Rok  | Miejscowość          | Konkurencja | Zwycięzca        |
| ------- | ----------- | ---- | -------------------- | ----------- | ---------------- |
| 1.      | 24 stycznia | 1997 | San Candido          | Halfpipe    | -                |
| 19.     | 27 stycznia | 2001 | Madonna di Campiglio | Halfpipe    | Kim Christiansen |

### Puchar Świata

#### Miejsca w klasyfikacji generalnej
- sezon 1996/1997: 105.
- sezon 2000/2001: -

#### Miejsca na podium
Rohrer nie zajął nigdy miejsca na podium.